# 沃尔特·伯特斯
沃尔特·伯特斯（英語：Walter Birtles，1937年4月16日—），生于温哥华，加拿大男子篮球运动员。他曾随加拿大国家队参加1964年夏季奥运会男子篮球比赛，结果获得第十四名。